# 더 스토닝
더 스토닝(The Stoning of Soraya M.)은 2008년 개봉한 미국의 드라마 영화이다.

## 줄거리
이란의 작은 한 마을
자동차가 고장이 나서 이마을에 머므르게 된 이란계 프랑스 저널리스트(제임스 카비젤)에게 비밀스럽게 접근해 당신이 꼭 들어야할 사실이 있다고 말하는 여인 자흐라(쇼레 아그다쉬루)
프랑스 기자가 이란여성에게 들은 놀라운 이야기를 소설 [돌팔매질당한 여인]으로 발간하게 되는데 그 내용이 영화[더 스토닝]이다.
자흐라는 스토닝형에 쳐해졌던 조카 소라야의 이야기를 들려주고 기자는 그것을 녹음한다.
소라야는 간통을 했다는 이유로 체포되어 투석형에 처해진다.
그러나 그것은 남편이 14살밖에 안되는 어린 신부와 결혼하기 위해 꾸민 음모였다.
폭력을 일삼았던 남편에게 미련은 없었으나 자녀들 때문에 이혼의 요구를 받아들이지 않는 소라야에게
위자료를 주지 않고 이상황을 해결하고 싶었던 남편 알리는 동네 홀아비와 간통을 했다는 누명을 씌운다
알리에게 약점을 잡힌 성직자와 몇몇사람은 이일에 동참하게 되고, 재판이 열리고 소라야는 간통의 죄명으로 투석형에 처해진다.
마을사람들은 대부분 그녀가 그럴리없다는것을 알고있지만 어느누구도 나서지 않는다.
그들은 자신의 유익과 안위를 위해서 비인간적인 짓을 하면서
뻔뻔스럽게 그것이 신의 뜻이라고 말한다.
신의 뜻과 다르다면 계시를 보여달라고 한다.

## 영화의 원작
페르시아어와 영어가 혼합된 이 할리우드영화의 원작은 프랑스의 베스트셀러 <더 스토닝 오브 소라야 M.>이다. 원작의 작가는 이란계 프랑스 저널리스트 '프리든 사헤브잠'. 1986년 기자인 프리든 사헤브잠은 취재차 방문한 이란의 작은 마을에서 투석형을 당한 소라야의 고모인 '자흐라'의 만남을 통해 생생한 증언을 듣고 이후 수많은 증언과 사례 정황을 통해 1990년에 소설을 발간하기에 이른다. 영화에 따르면 사헤브잠이 소라야의 이모 자흐라(쇼레 아그다쉬루)를 만난 시기는 그녀가 사망한 다음날이다. 원작이 나오자 폭발적인 관심을 보였고 영화 제작자들은 사헤브잠에게 러브콜을 보내왔다. 결국 이를 읽은 할리우드 감독 사이러스 노라스테가 각본을 썼으며, 영화 ‘패션 오브 크라이스트’를 제작한 영화사 ‘엠파워(Mpower)’를 통해서 영화화하기에 이른다.

## 영화의 의의
표면적으로 더 스토닝(The Stoning of Soraya M.)은 이슬람 형법에 근간한 비인도적 형벌을 겨냥하지만 이가 영화가 말하려는 전부는 아니다. 영화는 언제나 죄인일 수밖에 없는 여성 그리고 순수한 독재자로 존재하는 남성들이 지배하는 사회에서 주변인이 되어버린 여성들의 목소리에 귀 기울이며 그녀들에게 가해지는 억압과 학대의 구조를 세상 밖으로 드러내는 시도를 한다. 또한 영화는 종교와 율법을 빙자한 잔인한 이데올로기가 깊이 내재된 기만적인 군중심리, 파시즘을 진중하게 고발한다. 이란에서만 일어나는 일이 아니라 세계 곳곳에서 약자에게 가해지는 폭력을 다룬 르포 영화로도 평가받는 다소 무거운 주제를 다루고 있지만 토론토국제영화제, 로스앤젤레스 국제영화제, 플랑드르 국제영화제 등 관객상을 수상할 정도로 대중성을 인정받았다.

## 수상[2]
토론토국제영화제 디스커버리 부문수상
로스앤젤레스영화제 관객상 수상
겐트 국제영화제 관객상 수상
하트랜드 영화제 수상

## 캐스팅
- 쇼레 아그다슐루 - 자흐라
- 모잔 마르노 - 소라야
- 짐 커비즐 - 사헤브잠
- 네이비드 네가반 - 알리
- 알리 포타시 - 물라
- 데이비드 디안 - 에브라힘

## 같이 보기
- 여성에 대한 폭력
- 미국 영화